# Lubomir Kavalek
Lubomir Kavalek (em tcheco/checo:  Lubomír Kaválek; Praga, 9 de agosto de 1943 – Renton, 18 de janeiro de 2021) foi um jogador de xadrez dos Estados Unidos com participação nos Torneios Interzonais de Susa 1967 e Manila 1976.
Participou também de diversas edições das Olimpíadas de xadrez entre 1964 e 1986. Em 1964 e 1966 defendeu a Tchecoslováquia e não conquistou nenhuma medalha. A partir de 1972 passou a defender os Estados Unidos no qual ajudou a conquistar cinco medalhas de bronze e uma de ouro (Haifa 1976) no segundo tabuleiro.
Venceu duas vezes o Campeonato Tchecoslovaco e três edições do Campeonato dos Estados Unidos. Morreu em 18 de janeiro de 2021, aos 77 anos, em Renton.